# Санкт-Георген-на-Штайнфельде
Санкт-Георген-на-Штайнфельде (нем. Sankt Georgen am Steinfelde) — посёлок в Австрии, в федеральной земле Нижняя Австрия.
Входит в состав округа Санкт-Пёльтен. Население 3551 чел. Занимает площадь 12,85 км². Официальный код — 3 02 01.